# Ligier JS P217
Der Ligier JS P217 ist ein Rennwagen, den OnRoak Automotive konstruierte und baut. Der Name Ligier kommt von einer Partnerschaft mit dem französischen Rennfahrer Guy Ligier. Der Ligier JS P217 ist das Nachfolgemodell des erfolgreichen Ligier JS P2.

## Entwicklung
Im Jahr 2016 beschlossen FIA und ACO, 2017 ein neues LMP2-Reglement einzuführen. Das neue LMP2 Reglement gab vor, dass es nur vier Hersteller gibt, die einen LMP2 bauen durften; es waren: OnRoak, Dallara, Riley Multimatic und ORECA. Außerdem gibt es ab 2017 einen Einheitsmotor des britischen Motorenherstellers Gibson Technology. OnRoak hatte bereits einen LMP2-Prototyp im Angebot, den Ligier JS P2, der aber nicht dem neuen Reglement entsprach. Deshalb war OnRoak gezwungen, einen neuen LMP2 zu konstruieren, den Ligier JS P217. Der Ligier JS P217 wurde während des ELMS-Rennens in Spa-Francorchamps 2016 vorgestellt. Für die DPi-Klasse in der IMSA Weathertech United SportsCar Championship bietet OnRoak außerdem den OnRoak Nissan DPi an, der zusammen mit Nissan Motorsport entwickelt wurde und auf dem Ligier JS P217 basiert.

## Technische Daten
| Fahrgestell   | Monocoque und Aufbau aus kohlenstofffaserverstärktem Kunststoff (KFK) von HP Composites           |
| Getriebe      | Sechsganggetriebe TLS-200 von Hewland                                                             |
| Tank          | ATL 75 l                                                                                          |
| Radaufhängung | Doppelquerlenker vorn und hinten                                                                  |
| Räder         | Magnesium, 18 Zoll, vorn 12,5 und hinten 13 Zoll breit                                            |
| Bremsen       | vorn und hinten Sechskolben-Scheibenbremsen mit 381 mm Durchmesser, Bremsscheiben aus Kohlenstoff |

## Motor
| Modell       | Typ    | Luftmengenbegrenzer | Hubraum  | Gewicht | Max. Motorleistung      | Max. Drehmoment | Motormanagement |
| ------------ | ------ | ------------------- | -------- | ------- | ----------------------- | --------------- | --------------- |
| Gibson GK428 | 90°-V8 | k. A.               | 4200 cm³ | 135 kg  | 447 kW (600 hp, 608 PS) | 550 Nm          | k. A.           |

## Teams

### Aktuelle Teams
FIA World Endurance Championship:
- Larbre Compétition

European Le Mans Series:
- Algarve Pro Racing
- IDEC SPORT RACING
- Panis Barthez Competition
- UNITED AUTOSPORTS

IMSA United SportsCar Championship:
- AFS/PR1 Mathiasen Motorsports

(Stand: 19. Juni 2018)

## Renneinsätze

### 24-Stunden-Rennen von Daytona 2017
| Nr. | Team                      | Fahrzeug                | Reifen | Fahrer           | Fahrer      | Fahrer         | Fahrer     |
| --- | ------------------------- | ----------------------- | ------ | ---------------- | ----------- | -------------- | ---------- |
| 52  | PR1/Mathiasen Motorsports | Ligier JS P217 - Gibson | C      | Tom Kimber-Smith | Mike Guasch | José Gutiérrez | RC Enerson |

### 12-Stunden-Rennen von Sebring 2017
| Nr. | Team                      | Fahrzeug                | Reifen | Fahrer           | Fahrer      | Fahrer         |
| --- | ------------------------- | ----------------------- | ------ | ---------------- | ----------- | -------------- |
| 52  | PR1/Mathiasen Motorsports | Ligier JS P217 - Gibson | C      | Tom Kimber-Smith | Mike Guasch | José Gutiérrez |

### 24-Stunden-Rennen von Le Mans 2017
| Nr. | Team                      | Fahrzeug                | Reifen | Fahrer           | Fahrer            | Fahrer             |
| --- | ------------------------- | ----------------------- | ------ | ---------------- | ----------------- | ------------------ |
| 17  | IDEC Sport Racing         | Ligier JS P217 - Gibson | M      | Patrice Lafargue | Paul Lafargue     | David Zollinger    |
| 23  | Panis Barthez Competition | Ligier JS P217 - Gibson | M      | Fabien Barthez   | Timothé Buret     | Nathanaël Berthon  |
| 32  | United Autosports         | Ligier JS P217 - Gibson | D      | Will Owen        | Hugo de Sadeleer  | Filipe Albuquerque |
| 33  | Eurasia Motorsports       | Ligier JS P217 - Gibson | D      | Jacques Nicolet  | Pierre Nicolet    | Érik Maris         |
| 34  | Tockwith Motorsports      | Ligier JS P217 - Gibson | D      | Philip Hanson    | Nigel Moore       | Karun Chandhok     |
| 45  | Algarve Pro Racing        | Ligier JS P217 - Gibson | D      | Mark Patterson   | Matt McMurry      | Vincent Capillaire |
| 49  | ARC Bratislava            | Ligier JS P217 - Gibson | M      | Miroslav Konôpka | Konstantīns Calko | Rik Breukers       |